# Ponticola eurycephalus
Ponticola eurycephalus är en fiskart som först beskrevs av Kessler, 1874.  Ponticola eurycephalus ingår i släktet Ponticola och familjen smörbultsfiskar. IUCN kategoriserar arten globalt som livskraftig. Inga underarter finns listade i Catalogue of Life.